# Anthony Durnford
Anthony William Durnford (Condado de Leitrim, Irlanda; 24 de mayo de 1830 - Isandlwana, Sudáfrica; 22 de enero de 1879) participó como líder de las tropas británicas en la batalla de Isandlwana, donde murió.

## Primeros años
Durnford fue miembro de una distinguida familia de militares. Nació en el condado de Leitrim, Irlanda, el 24 de mayo de 1830 Estuvo en Irlanda hasta que tuvo 12 años. Luego pasó sus años de formación en Dusseldorf, Alemania. En 1848, después del entrenamiento de cadetes en Woolwich, ingresó al Cuerpo de Ingenieros Militares Reales (en 1856 se convirtieron en el Cuerpo de Ingenieros Reales). Sirvió en Ceilán desde 1851 hasta 1856 construyendo el puerto en Trincomalee y luego salvándolo de la quema. Allí recibió el rango de teniente.
Después Dumford estaba en Malta, regresando a Inglaterra en 1858, donde ascendió al rango de capitán de segundo grado. Desde 1861 hasta 1864 estuvo en Gibraltar y luego pasó 6 años en Inglaterra e Irlanda, con el rango de capitán de primer grado, antes de ir a Sudáfrica en 1871.

## Sudáfrica
Llegó a Sudáfrica a principios de 1872. Durante su tiempo allí Durnford le empezó a gustar el lugar. También tenía un saludable respeto por las personas negras, y parecía que les gustaba, algo que era raro entre los británicos. Allí, en el mismo año Dumford fue ascendido a mayor.
Estuvo presente durante la coronación de Cetshwayo en 1873. Hasta ese momento no había tenido un puesto en servicio activo, pero en el mismo año Durnford, que recibió el rango de coronel, formó parte de la búsqueda de Langalibalele, un jefe tribal local rebelde, en el Paso del Río Bushman durante el cual fue herido por nativos. Las heridas se curaron pero un nervio se había cortado y él perdió permanentemente el uso de su mano izquierdo. En un informe sobre él, un oficial superior escribió que tenía "una presencia dominante, energía incansable y poderes indudables de liderazgo". Después del acontecimiento él recibió el rango de teniente coronel.

### Guerra anglo-zulú
Sin embargo Lord Chelmsford, que iba a organizar la invasión de Zululandia, lo consideraba testarudo. Cuando el ejército británico y colonial fue enviado a Zululandia para la primera invasión en 1879, Chelmsford lo dividió en 5 columnas y el ahora coronel Durnford se puso al mando de la columna n.° 2 con la intención de comenzar desde la deriva del medio. Esta columna estaba formada por 6 Tropas del Natal Native Horse, 3 Batallones del 1.er Natal Native Contingent y una pieza de artillería en el caso de que Chelmsford combinara las columnas 2 y 3 para proceder hacia Isandlwana, el lugar destinado para sus tropas..
Durnford recibió información verídica de un ataque frontal e informó a Lord Chelmsford de ello, pero él, teniendo otra información, ignoró sus recomendaciones dejándole sólo allí.

#### Batalla de Isandlwana y muerte
De esa manera, en la fatídica batalla de Isandhlwana del 22 de enero de 1879, Durnford estaba técnicamente al mando del campo, mientras que Chelmsford llevó la mitad de la fuerza 10 millas hacia adelante. Él y sus tropas montadas estaban a 4 millas al este del campamento cuando los zulúes comenzaron a atacar. Aunque algunos del 24.º Regimiento se desplegaron hacia el este para ayudar a Durnford, tuvieron que ser llevados al área del campamento. Los hombres de Durnford desmontaron y dispararon para detener el cuerno izquierdo de los impíes zulúes. Sin embargo, se quedaron sin municiones y cuando Davies y Henderson fueron enviados para obtener más, ellos fueron rechazados. Los hombres de Durnford no tenían otra opción que montar y cabalgar hasta el campamento después de ello. Esto permitió que el cerco del campamento continuara y contribuyó así al resultado trágico final. La mayoría de las tropas nativas escaparon hacia la frontera de Natal, incluidos los hombres montados de Durnford. El propio Durnford formó parte de una última resistencia en el extremo sur de la montaña Isandhlwana, donde fue muerto.

#### Entierro
Cuatro meses después, el 21 de mayo de 1879, tropas bajo el mando del general Frederick Marshall visitaron la escena de la batalla. Un miembro de este grupo, Jabez, uno de los fieles sirvientes de Durnford, encontró el cuerpo de su amo. Lo envolvió en una parte de una cubierta de vela, lo colocó en una donga y lo cubrió con piedras. Un yugo y un mango de pala fueron clavados en el suelo para marcar el lugar. Su cuerpo permaneció en esa simple tumba hasta el 12 de octubre, cuando fue llevado a Pietermaritzburg y enterrado en el cementerio militar de Fort Napier.

## Legado
Después de la guerra intentaron convertirlo en chivo espiatorio de lo ocurrido. Aún hoy se discute si fue el héroe o el villano de la batalla. En la película Amanecer zulú (1979) Durnford fue interpretado por Burt Lancaster. En ella se le pone como héroe y a Lord Chelmsford como villano.